# Jean Duplan
Pour les articles homonymes, voir Duplan.
Jean Duplan (1812-1861) est un homme politique français.

## Biographie
Né à Bernis le 10 avril 1812, Jean Duplan devient négociant en soieries, ce en quoi il apparaît « représentatif » des notables nîmois de l'époque (l'industrie textile y battant son plein). Installé dans le centre, il est membre à ce titre de la chambre de commerce de Nîmes.
Alors conseiller municipal, il est nommé adjoint au maire, Philippe Pérouse, en juin 1855. Après la démission de Pérouse en 1856, il assure l'intérim, avant d'être nommé maire en titre en août 1857.
De 1856 à 1860, il fait aménager le puech des Juifs, une colline aride transformée en promenade attractive. Il décide de conserver la place d'Assas, dont la vente avait pourtant été votée en 1849, à la municipalité. Il pose l'année suivante la première pierre du temple de l'Oratoire. En 1858, il élargit et prolonge plusieurs rues adjacentes à la maison Carrée ; il organise également l'aménagement du square de la Couronne ; enfin, la municipalité fait à son instigation l'acquisition de l'hôtel Rivet pour y héberger l'œuvre de la Miséricorde.
En 1858, il est également élu conseiller général du Gard pour le canton de Nîmes-3.
En 1859, plusieurs jonctions de voies sont effectuées. C'est l'année suivante qu'est décidée la reconstruction de l'église Saint-Baudile : il s'agit d'un projet cher à Duplan, qui avait fait établir un devis dès 1856. Il organise un concours public pour choisir l'architecte, qui voit être retenu le projet de Mondet, de style gothique. Il promeut également la restauration des monuments antiquesn notamment via la consolidation de l'amphithéâtre romain, puis de la tour Magne, et l'installation d'un paratonnerre sur le toit de la maison Carrée.
Renouvelé comme maire en juillet 1860, il préside en novembre de la même année son dernier conseil municipal ; quoi qu'il se soit retiré des affaires au début de l'année devant les progrès de sa maladie, il meurt en fonctions le 22 janvier 1861. Le conseil municipal, lors de son hommage posthume, salue la « somme considérable d'utiles travaux » de cet édile populaire, ainsi que son « infatigable dévouement ». Fortuné Paradan lui succède.
La colline dite du « mont Duplan » porte son nom.